# Ligdamis de Siracusa
Ligdamis de Siracusa (en llatí Lygdamis en grec antic Λύγδαμις "Lígdamis") fou un esportista siracusà que va guanyar el premi al pancràtion, als Jocs Olímpics de la 33a olimpíada i se li va erigir un monument a prop de Lautúmies a Siracusa.
La llegenda el fa tant gran com l'Hèracles tebà i diu que va mesurar l'estadi olímpic amb el seu peu i va donar que només tenia 600 peus, la mateixa mesura que havia donat al mesurar l'estadi amb el peu d'Hèracles, mentre que un home ordinari donava una llargada de 625 peus, segons explica Pausànias.